# Внов-Юрмитське
Вновь-Юрмытское (рос. Вновь-Юрмытское) — село у складі Талицького міського округу Свердловської області.
Населення — 783 особи (2010, 910 у 2002).
Національний склад станом на 2002 рік: росіяни — 97 %.